# 沙紹納峰
46°34′31″N 10°04′43″E / 46.57528°N 10.07861°E
沙紹納峰（義大利語：Piz Chaschauna），是歐洲的山峰，位於意大利和瑞士接壤的邊境，屬於利維尼奧阿爾卑斯山脈的一部分，海拔高度3,071米，每年平均降雨量1,367毫米。